# An Hải, Đà Nẵng
An Hải là một phường thuộc thành phố Đà Nẵng, Việt Nam.

## Lịch sử
Ngày 16 tháng 6 năm 2025, Ủy ban Thường vụ Quốc hội ban hành Nghị quyết số 1659/NQ-UBTVQH15 về việc sắp xếp các đơn vị hành chính cấp xã của thành phố Đà Nẵng năm 2025 (nghị quyết có hiệu lực từ ngày 1 tháng 7 năm 2025). Theo đó, hợp nhất các phường Phước Mỹ, An Hải Bắc và An Hải Nam thành phường An Hải.